# Organized Crime and Corruption Reporting Project
Organized Crime and Corruption Reporting Project (acronim OCCRP) este o organizație neguvernamentală constituită sub formă de o rețea internațională de jurnalism de investigație, fondată în 2006, care se ocupă cu expunerea crimei organizate și a corupției la nivel global. Organizația colaborează cu jurnaliști și instituții media din numeroase țări pentru a documenta și publica anchete despre:
- rețele de crimă organizată,
- corupție în rândul oficialilor,
- spălare de bani,
- contrabandă și fraude financiare,
- conexiuni între afaceri și politică.

Sediul central OCCRP este la Sarajevo (Bosnia și Herțegovina) și în Washington, D.C.. Este o organizație non-profit și își finanțează activitatea prin granturi oferite de fundații și instituții internaționale, precum Open Society Foundations sau European Commission.